# Dixa mera
Dixa mera är en tvåvingeart som beskrevs av Seguy 1930. Dixa mera ingår i släktet Dixa och familjen u-myggor.
Artens utbredningsområde är Marocko. Inga underarter finns listade i Catalogue of Life.